# Prosopocera jacobeae
Prosopocera jacobeae är en skalbaggsart som beskrevs av Teocchi 1986. Prosopocera jacobeae ingår i släktet Prosopocera och familjen långhorningar. Inga underarter finns listade i Catalogue of Life.